# Coenaletoidea
Coenaletoidea is een superfamilie van springstaarten en telt 2 soorten.

## Taxonomie
- Familie Coenaletidae - Bellinger PF, 1985[2]
  - Geslacht Coenaletes - Bellinger PF, 1985
    - Coenaletes caribaeus - Bellinger PF, 1985
    - Coenaletes vangoethemi - (Jacquemart, S, 1980)[3]